# Bertrand de Blanquefort
Pour les articles homonymes, voir Blanquefort.
Bertrand de Blanchefort, dit aussi Bertrand de Blanquefort, fut maître de l'ordre du Temple d'octobre 1156 au 2 janvier 1169. Il est originaire de Guyenne et le pape Clément V, qui bien plus tard interdira l'ordre du Temple, est apparenté à sa famille. Il est décrit par le chroniqueur Guillaume de Tyr, pourtant peu suspect de complaisance envers les templiers, comme un homme « religieux et rempli de la crainte de Dieu ». Il est aussi représenté comme un grand homme de guerre au jugement sûr et d'une extrême probité.
Il succède immédiatement à André de Montbard, la mort de son prédécesseur étant sûrement attendue du fait de son grand âge. Il est fait prisonnier le 19 juin 1157 sur les bords du Jourdain au lieu-dit le gué de Jacob (bataille du lac Méron) avec plus de quatre-vingts templiers par Nur ad-Din, le principal souverain de Syrie. Il sera libéré par une coalition marchant sur Alep, dirigée par Manuel Ier Comnène l'empereur byzantin, Baudouin III de Jérusalem et Renaud de Châtillon, prince d'Antioche, lui permet d'être libéré avec plus de dix mille captifs en juin 1159.
Il accompagne Amaury Ier de Jérusalem dans son expédition en Égypte, mais rentre précipitamment pour contrer à la tête de ses templiers et de croisés venus d'Europe (parmi lesquels Guy de Lusignan) Nur ad-Din qui, profitant de l'absence d'Amaury, attaque les régions d'Antioche et Tripoli. Après une première victoire, Bertrand de Blanquefort est vaincu à la bataille d'Harenc (1164), où plus de soixante templiers sont tués.
Ses relations avec Amaury se dégradent quand celui-ci fait pendre pour « lâcheté » douze templiers qui ont remis à Nur ad-Din la forteresse dont ils avaient la garde. Aussi, en 1167 Bertrand de Blanquefort refuse de soutenir Amaury Ier qui désire annexer l'Égypte. Il précise que cela serait rompre le traité négocié quelques mois auparavant par le templier Geoffroy de Foulcher et que cette intervention ressoudrait les musulmans. L'expédition tourne effectivement au désastre, mais Bertrand de Blanquefort ne le voit pas car il meurt le 2 janvier 1169 selon l'obituaire de Reims.
Il introduisit, dans la règle, la réforme des « retraits » et obtint du pape Alexandre III, pour les maîtres de l'ordre, le droit de porter dorénavant le titre de « maître par la grâce de Dieu » et de détenir un bâton de commandement, l’abacus. Philippe de Milly lui succède.

## Les hommes de son temps
Au cours de sa vie et comme maître de l'ordre du Temple, Bertrand de Blanquefort a côtoyé des hommes remarquables :